# Duvaliandra dioscoridis
Duvaliandra es un género monotípico de plantas fanerógamas de la familia Apocynaceae. Contiene una única especie, Duvaliandra dioscoridis (Lavranos) M.G.Gilbert. Es originaria de la isla de Socotra en el Yemen,

## Descripción
Es un conjunto macizo de tallos suculentos que alcanza los 6 cm de alto, poco ramificados, con el látex incoloro y con raíces fibrosas. Las ramas son perennes, de color verde claro y de color marrón verdoso, cilíndricas, de 2-10 cm de largo, por 10-15 mm de ancho, cuadrangulares, con los ángulos redondeados, glabros. Las hojas con las estípulas totalmente ausentes.
Las inflorescencias son extra-axilares (en los flancos de la mediana basal de los tallos), con 1-5 de flor, con solo una flor abierta al mismo tiempo, simples, sésiles; con los pedicelos glabros y brácteas florales pequeñas, lanceoladas. Las flores tienen un aroma a carroña y no nectaríferas. Tiene un número de cromosomas de: 2n= 22 [D. dioscorides (Lavranos) M.G. Gilbert].  

## Taxonomía
Duvaliandra dioscoridis fue descrito por (Lavranos) M.G.Gilbert y publicado en Cactus and Succulent Journal of Great Britain 42(4): 101. 1980.
Sinonimia
- Caralluma dioscoridis Lavranos[4]